# Johann Ulrich Steiger

Johann Ulrich Steiger, 1960
(Foto: Herbert Maeder)

Johann Ulrich Steiger (* 25. August 1920 in Rinkenbach; † 12. Mai 2008 in Flawil) war ein Schweizer Holzschneider, Holz- und Steinbildhauer, Lithograf und Galerist.

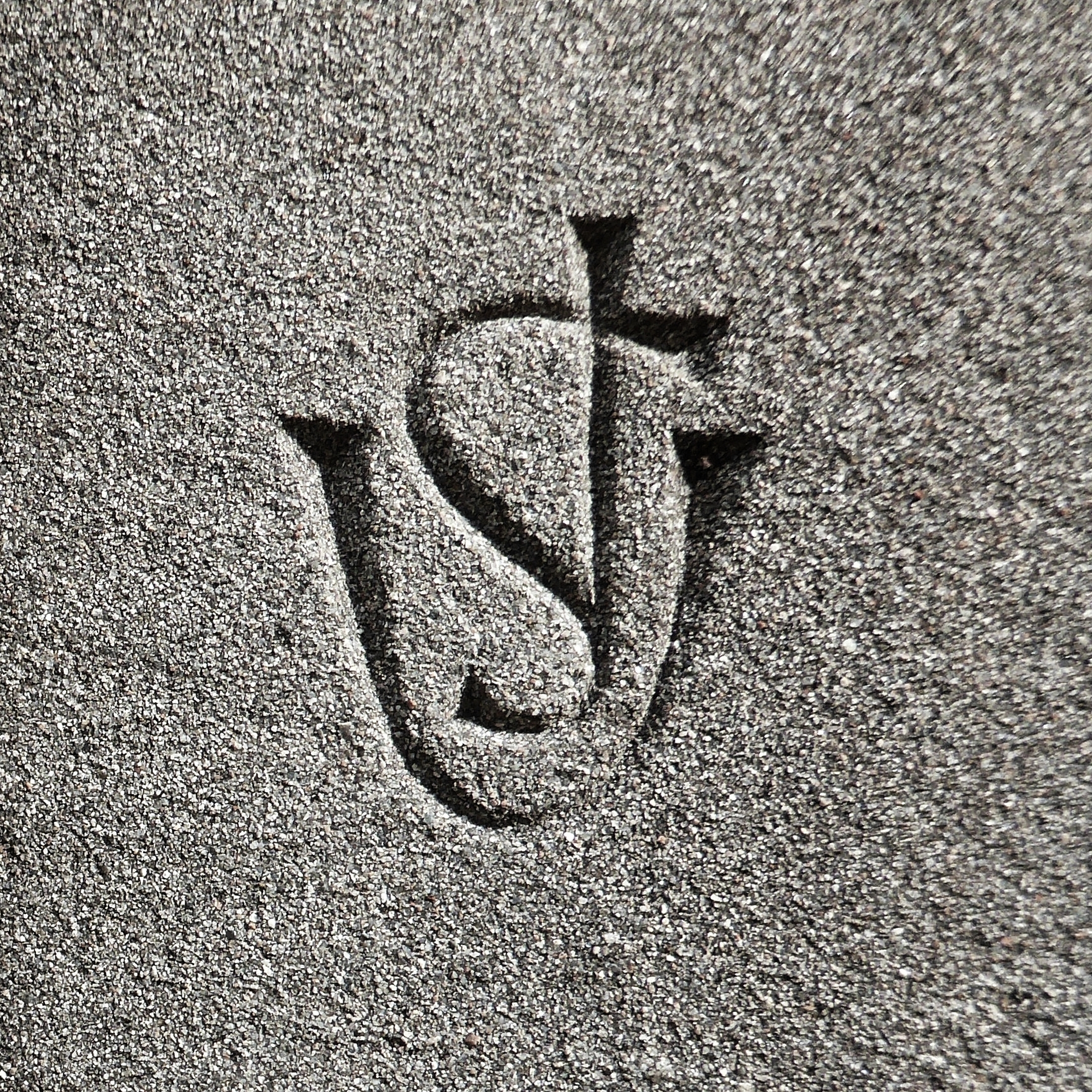
JUST

## Leben und Werk
Johann Ulrich Steiger, genannt JUST, wuchs in Oberglatt bei Flawil auf. Nach der Sekundarschule liess er sich ab 1935 in St. Fiden bei Emilio Righetti (1889–1950) zum Steinbildhauer ausbilden und besuchte an der Kunstgewerbeschule St. Gallen den Modellierunterricht bei Wilhelm Meier.
Als Righetti Mitte 1935 seine Grabmalwerkstatt neben dem Friedhof Sihlfeld eröffnete, nahm Steiger jeden Tag den langen Weg von seinem Wohnort nach Zürich auf sich. Die zusätzliche körperliche Arbeit sowie die karge Ernährung führten schliesslich zu einem körperlichen Zusammenbruch. In der Folge konnte Steiger während der restlichen Lehrzeit bei einer Gastfamilie an der Zurlindenstrasse 299 in Zürich-Aussersihl wohnen.
An der Kunstgewerbeschule Zürich belegte Steiger Abendkurse, wo er bei Karl Dallmann (1889–1947) das Portraitmodellieren, bei Albert Rüegg (1902–1986) das Aktzeichnen und bei Carl Fischer das Holzschnitzen erlernte. Weitere Lehrer waren der Maler Ernst Georg Rüegg, der Grafiker Pierre Gauchat und der Comiczeichner Robert Lips.

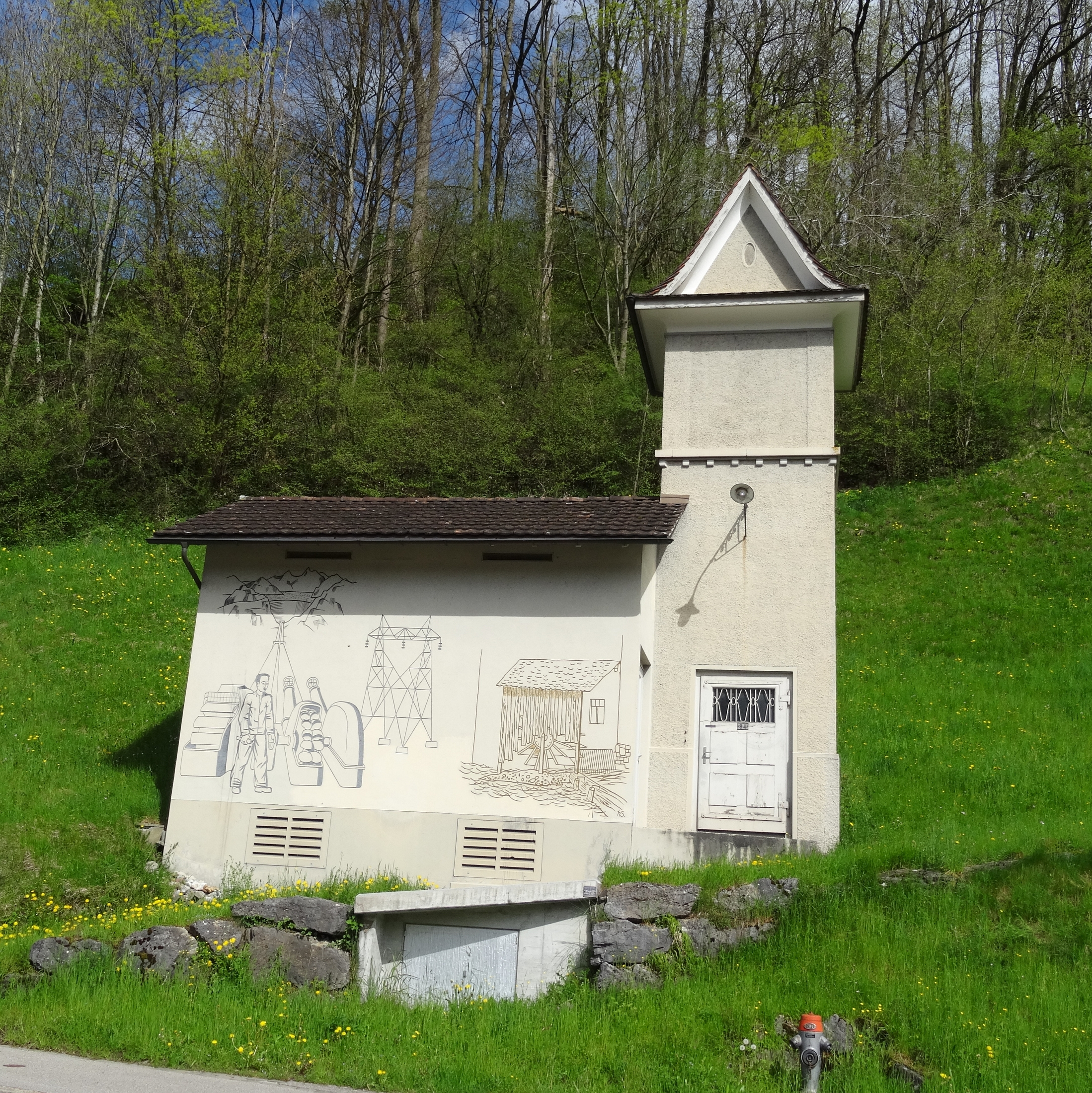
Sgraffito, Wilerstrasse 94, Wattwil

1940 eröffnete er in Flawil seine eigene Grabmalwerkstatt. Das U mit den ligierten Buchstaben J, S und T wurden Steigers Markenzeichen. Bald verlegte er die Werkstatt in eine ehemalige Hutmacherei im Flawiler Dorfzentrum. In der Folge betrieb er mit Angestellten und Lehrlingen zwei kunsthandwerkliche Werkstätten – eine für Holzarbeiten, die andere für Grabmal-Steinarbeiten. Zudem war seine kleine «Galerie Kunststube» angegliedert, wo u. a. auch der damals junge Carl Walter Liner ausstellte. Lange Zeit war die Galerie die einzige zwischen St. Gallen und Wildhaus, die Kunst ausstellte.
Steiger war zudem Mitbegründer des schweizerischen Holzbildhauerverbands. Nach dem Zweiten Weltkrieg lernte er den Lütisburger Wirt, Posthalter und Maler Walther Wahrenberger (1899–1949) kennen. Auf dessen Vermittlung hin konnte Steiger in der Galerie Thum in St. Gallen Kleinskulpturen, Reliefs und Porträts, zumeist Terrakotten, ausstellen. Zudem lernte er zahlreiche Kunstschaffende in St. Gallen kennen und besuchte diese in ihren Ateliers. 
Steiger heiratete 1945 Idel, geborene Mittelholzer. Zusammen hatten sie fünf Kinder. 1950 stellte er erstmals seine Schnitzereien an der OLMA aus. 1960 zog die Familie in den ehemaligen Geschäftssitz der Chemiehandelsfirma Frey & Cie. an der Degersheimerstrasse 2 in Flawil. Im Erdgeschoss richtete er sich je zur Hälfte eine Holz- und Steinwerkstatt ein. Im darüberliegenden Stockwerk lebte die Familie und unter dem Dach befand sich die «Atelier-Galerie Steiger». Fast alle Ostschweizer Künstler der 1960er- und 1970er-Jahre stellten ihre Werke dort aus, so u. a. Karl Uelliger, Jost Blöchliger und Hans Schweizer (* 1942). Der St. Galler Unternehmer Walter Spühl (1916–2005) sammelte über Jahrzehnte Werke von Steiger.

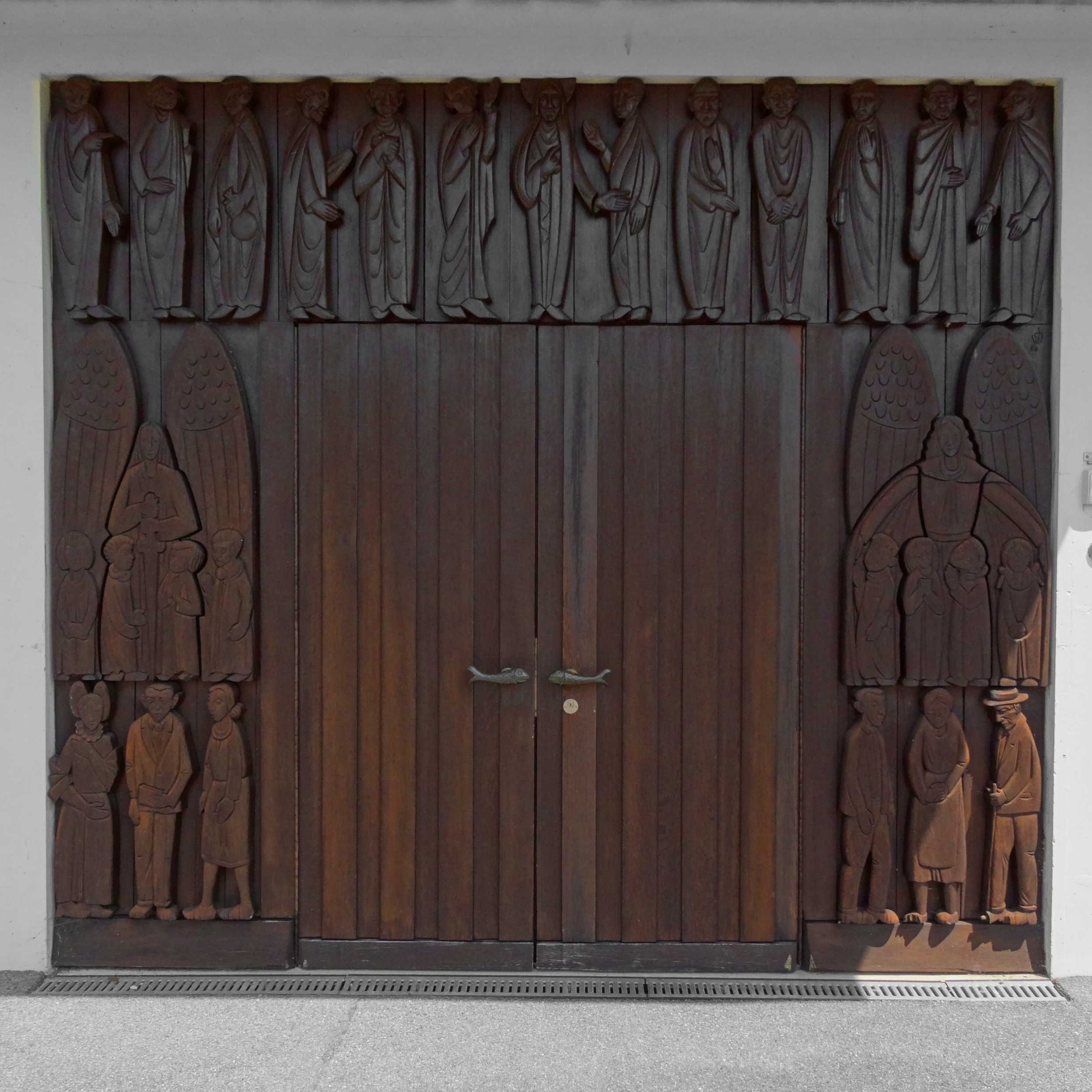
Portal 1964. Reformierte Kirche St. Peterzell

In den 1970er-Jahren nahm der Betreiber des Schlossmuseums von Schloss Zurzach, Hugo Ammann (1929–2022), mit Steiger Kontakt auf. Daraufhin entstand im Schlosspark das «Johann-Ulrich-Steiger-Freilicht-Museum».
1994 schuf Steiger anlässlich der Feierlichkeit zum 1000. Geburtstag von Guido von Arezzo in Talla ein Monument mit vier Reliefs aus Toskana-Sandstein. Weitere Werke entstanden in den umliegenden Dörfern. Später bezog er an der Glatthaldenstrasse 6 in Flawil ein Atelier. Sein zweitjüngster Sohn Wolfgang Steiger (* 1953) erlernte bei ihm ebenfalls den Beruf eines Bildhauers und Steinmetzen.
2005 wurde Johann Ulrich Steiger in Anerkennung seines Lebenswerks an der Bürgerversammlung das Ehrenbürgerrecht der Gemeinde Flawil erteilt. Im gleichen Jahr erhielt er das Ehrenbürgerrecht der Gemeinde Talla.
Unzählige seiner Arbeiten sind noch heute im öffentlichen Raum, Kirchen oder Privathäusern in der ganzen Ostschweiz anzutreffen.

## Werke (Auswahl)

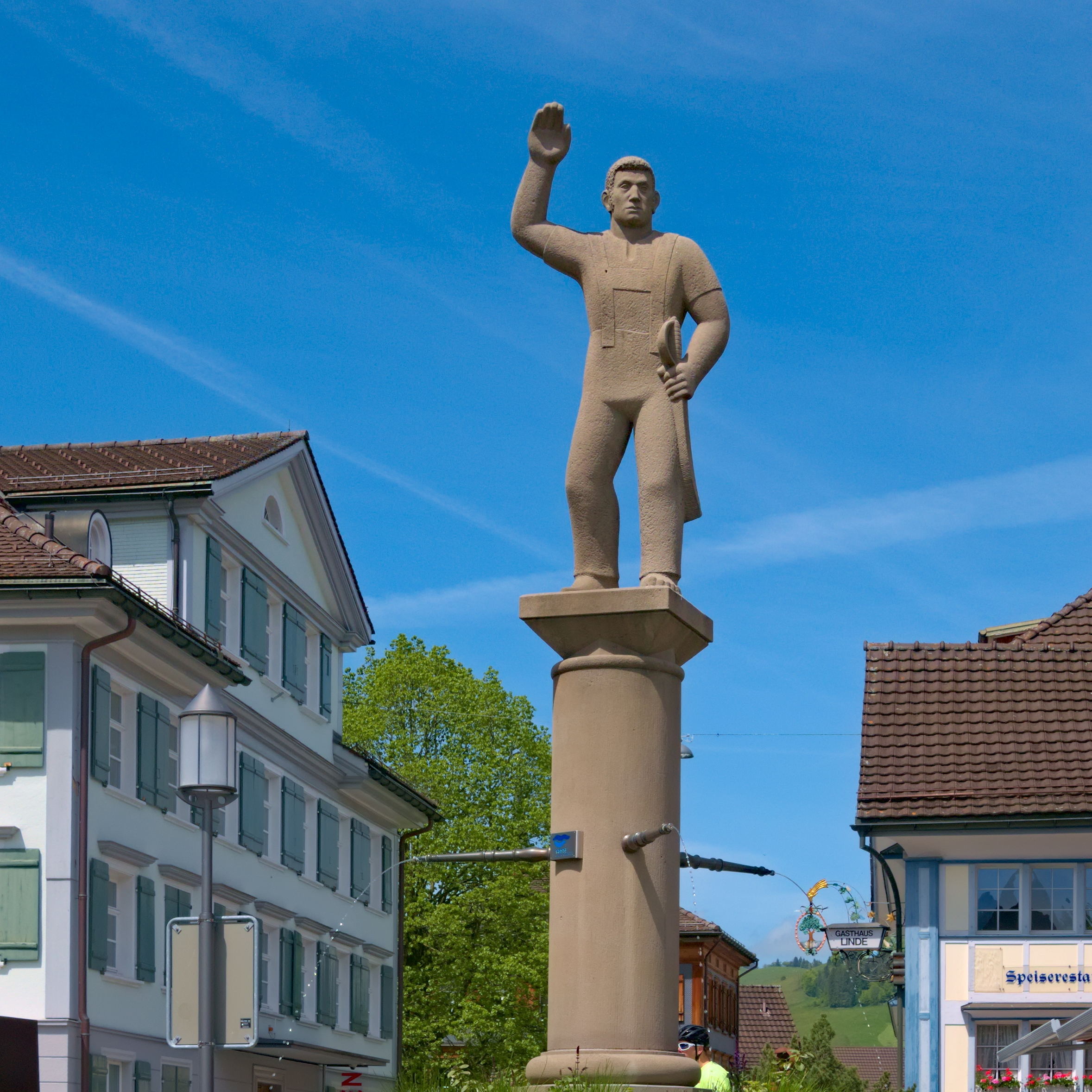
Landsgemeinde-Brunnen 1963 in Appenzell

- Friedhofsbrunnen im Wisental und in Oberglatt
- Holzschnitzereien im Restaurant «Rössli» in Flawil
- Holzschnitzereien zum «Café Fuster» in Appenzell
- Holzschnitzerei für den Dorfbrunnen in Dicken
- Rösslibrunnen und Bärenbrunnen in Flawil
- Landsgemeinde-Brunnen in Appenzell
- Silvesterkläuse in Urnäsch
- Künstlerischer Schmuck der Reformierten Kirche in St. Peterzell
- Arbeiten für die Reformierte Kirche in Flawil
- Arbeiten für die Reformierte Kirche Churwalden (Türfries, Kanzel, Abendmahlstisch)
- Arbeiten für die Reformierte Kirche Herisau
- Skulptur Muse Melpone im Stadtpark St. Gallen